# 完美的一天
完美的一天（英語：A Perfect Day）為新加坡歌手孫燕姿第九張個人專輯，於2005年10月7日發行。專輯發行不到一個月，全亞洲總銷量便突破百萬張。

## 專輯簡介
專輯原定於2005年8月暑期發行，因演唱會因素而宣告延後，孫燕姿於9月9日香港紅磡演唱會上首度演唱歌曲《完美的一天》，即專輯名稱正式公開，該曲也首創以手機搶先試聽的機制。而專輯另一波主打《第一天》為孫燕姿與團體五月天、F.I.R.聯合譜寫製作的歌曲，也巧妙的配合歌名（First Day, F.I.R Stefanie May Day）。
專輯於10月7日正式發行。10月8日13:00，孫燕姿開始在臺北101北方廣場的玻璃屋入住24小時，讓外人觀看孫燕姿“完美的一天”，但由於臺北雨勢過大，歌迷聚集人數少，甚至因雨勢而致屋頂漏水，使得此活動在第一天時略顯狼狽；眾多的通告，使孫燕姿也沒有足夠的時間可休息。10月9日13:00“完美的一天”閉幕，開始簽唱會活動。

## 曲目
| 曲序     | 曲目        |          | 作曲                                          | 编曲                            | 製作人              | 时长  |
| -------- | ----------- | -------- | --------------------------------------------- | ------------------------------- | ------------------- | ----- |
| 1.       | 完美的一天  | 虞洋     | 虞洋                                          | 虞洋                            | 賈敏恕              | 4:04  |
| 2.       | 眼淚成詩    | 林夕     | 劉寶龍                                        | Terence Teo                     | 李偉菘              | 3:41  |
| 3.       | 隱形人      | 小寒     | 林毅心 黃韻仁                                 | 黃韻仁                          | 李偲菘              | 4:36  |
| 4.       | 流浪地圖    | 蕭賀碩   | 蕭賀碩                                        | 黃韻仁                          | 黃韻仁 蕭賀碩       | 4:05  |
| 5.       | 第一天      | 阿信     | 孫燕姿 F.I.R 五月天                           | 孫燕姿 F.I.R 五月天 Terence Teo | 孫燕姿 F.I.R 五月天 | 4:13  |
| 6.       | Honey Honey | 林一峰   | 林一峰                                        | 鍾成虎 江力平 任柏璋            | 林暐哲              | 4:23  |
| 7.       | 心願        | 徐世珍   | Sommerdahl Harry Hamid Kinda Hortlund Rebecca | 安棟                            | 賈敏恕              | 4:33  |
| 8.       | 另一張臉    | 林怡芬   | 李偲菘                                        | Adam Lee                        | 李偲菘              | 3:43  |
| 9.       | 夢不落      | 劉偉恩   | 李偲菘                                        | Kenn C.                         | 李偲菘              | 3:46  |
| 10.      | 明天晴天    | 徐世珍   | 孫燕姿                                        | 安棟                            | 賈敏恕              | 3:52  |
| 总时长： | 总时长：    | 总时长： | 总时长：                                      | 总时长：                        | 总时长：            | 41:00 |

## 第17屆金曲獎
| 年份 | 獎項               | 入圍者 | 作品           | 結果 |
| ---- | ------------------ | ------ | -------------- | ---- |
| 2006 | 最佳國語女演唱人獎 | 孫燕姿 | 《完美的一天》 | 入圍 |
| 2006 | 最佳作曲人獎       | 虞洋   | 〈完美的一天〉 | 入圍 |

## 完美的一天 MV特輯
《完美的一天 MV特輯》為新加坡歌手孫燕姿的一張影音專輯，於2006年2月發行。此專輯僅在中國大陸地區發售，收錄《完美的一天》專輯中10隻MV及幕後製作花絮。

### 曲目
1. 完美的一天 （導演：黄中平）
2. 眼淚成詩 （導演：林锦和）
3. 隱形人 （導演：林锦和）
4. 流浪地圖
5. 第一天 （導演：徐筠軒）
6. Honey Honey （導演：陈正道）
7. 心願 （導演：陈昭良）
8. 另一張臉
9. 夢不落 （導演：赖伟康）
10. 明天晴天
11. 完美的一天 電視特輯